# The Friends of Eddie Coyle
The Friends of Eddie Coyle is een Amerikaanse misdaadfilm uit 1973 van regisseur Peter Yates. De hoofdrollen worden vertolkt door Robert Mitchum, Peter Boyle en Richard Jordan.
De film is gebaseerd op de gelijknamige misdaadroman van schrijver George V. Higgins en werd in 2009 voor het eerst uitgebracht op Dvd.

## Verhaal
Eddie Coyle, bijgenaamd Eddie Fingers, is een oude en onbelangrijke crimineel. Hij koopt wapens aan in dienst van een misdaadorganisatie in Boston, Massachusetts. Hij moet weldra de gevangenis in voor enkele jaren, omdat hij in het verleden werd gearresteerd tijdens het vervoeren van gestolen goederen. Een misdaad die georganiseerd werd door Dillon, de uitbater van een lokale bar. Coyle wil zijn straf ontlopen door samen te werken met agent Dave Foley.
Inmiddels wordt de buurt geterroriseerd door een gevaarlijke bende. Zij gijzelen bankdirecteurs en plegen bankovervallen. Artie Van en Jimmy Scalise zijn de belangrijkste leden van de bende. Zij zijn vrienden van Coyle, die hen van wapens voorziet.
Foley kan voor strafvermindering zorgen als Coyle in ruil informant wordt. Coyle geeft, nadat hij eerst zelf wapens heeft gekocht, de naam van zijn wapenleverancier aan Foley apprecieert de informatie, maar vindt het niet voldoende voor strafvermindering. Na lang aarzelen besluit Coyle om de namen van de bankovervallers te verklappen. Foley wijst hem er echter op dat hij te laat is met zijn informatie. Iemand anders heeft de overvallers al verklikt.
Coyle zit in de problemen, want Artie en Scalise denken dat hij hen verraden heeft. De twee roepen de hulp in van Dillon. Hij moet Coyle uit de weg ruimen. Dillon nodigt Coyle uit voor een hockeywedstrijd van de Boston Bruins en schiet hem na afloop dood. Later spreken Dillon en Foley af en blijkt dat Dillon degene was die de bankovervallers verraden heeft.

## Rolverdeling
| Acteur             | Personage                   |
| ------------------ | --------------------------- |
| Giancarlo Giannini | Antonio Soffiantini 'Tunin' |
| Mariangela Melato  | Salomè                      |
| Lina Polito        | Tripolina                   |
| Eros Pagni         | Giacinto Spatoletti         |
| Pina Cei           | Madame Aïda                 |
| Elena Fiore        | Donna Carmela               |
| Roberto Herlitzka  | Pautasso                    |
| Robert Mitchum     | Eddie "Fingers" Coyle       |
| Richard Jordan     | Dave Foley                  |
| Peter Boyle        | Dillon                      |
| Steven Keats       | Jackie Brown                |
| Alex Rocco         | Jimmy Scalise               |
| Joe Santos         | Artie Van                   |
| Peter MacLean      | Mr. Partridge               |
| Margaret Ladd      | Andrea                      |
| Matthew Cowles     | Pete                        |